# Balaenoptera omurai
Balaenoptera omurai är en art i familjen fenvalar (Balaenopteridae) som i sin tur tillhör underordningen bardvalar (Mysticeti). Arten beskrevs 2003 för första gången.
Enligt forskarna Shiro Wada, Masayuki Oishi och Tadasu K. Yamada liknar arten en sillval (Balaenoptera physalus) men är med en genomsnittlig längd av 12 meter betydligt mindre. Dessutom har arten bara 200 barder, vilket som är ovanligt för bardvalar. Om deras levnadssätt är ingenting känt.
Den första beskrivningen gjordes i tidskriften Nature den 20 november 2003. Uppgiften som bekräftades med genetiska undersökningar var sedan omstridd bland andra biologer. Analyserna ska ha gjorts med individer som fångades under 1970-talet. Med det vetenskapliga namnet är arten uppkallad efter den japanska valforskaren Hideo Omura.